# Gennadio Avieno
Gennadio Avieno (latino: Gennadius Avienus; fl. 450-452) è stato un politico romano di età imperiale.

## Biografia
Avieno apparteneva ad una nobile famiglia romana, la cui origine si faceva risalire a Marco Valerio Messalla Corvino (console nel 59). Era il padre di Anicio Probo Fausto, console del 490; una sua figlia, Stefania, fu madre del console del 502, Rufio Magno Fausto Avieno, che prese il cognomen dal nonno.
Avieno fu eletto console per l'anno 450, assieme a Valentiniano III. Due anni dopo, nel 452, venne inviato da Valentiniano e dal Senatus Populusque Romanus come ambasciatore presso Attila, re degli Unni, assieme a Trigezio e a papa Leone I; l'ambasciata riuscì, anche se il ruolo di Avieno venne sottovalutato da Prospero d'Aquitania, che, con intento agiografico, nella sua opera attribuisce il merito del successo al solo Leone, ignorando Trigezio e Avieno.
Ebbe pure altri incarichi, anche se non è noto quali, tra cui almeno uno di tipo civile.
Il poeta gallo-romano Sidonio Apollinare, inviato a Roma con una petizione delle sue genti nel 467, indicò Avieno come uno dei due funzionari civili più influenti di Roma degli anni 460, assieme a Cecina Decio Basilio. A differenza di Basilio, però, Avieno utilizzava la propria influenza a favore dei suoi parenti, e aveva meno tempo da dedicare agli esterni al suo circolo: sebbene fosse più cordiale di Basilio, era meno affidabile.